# One Embarcadero Center

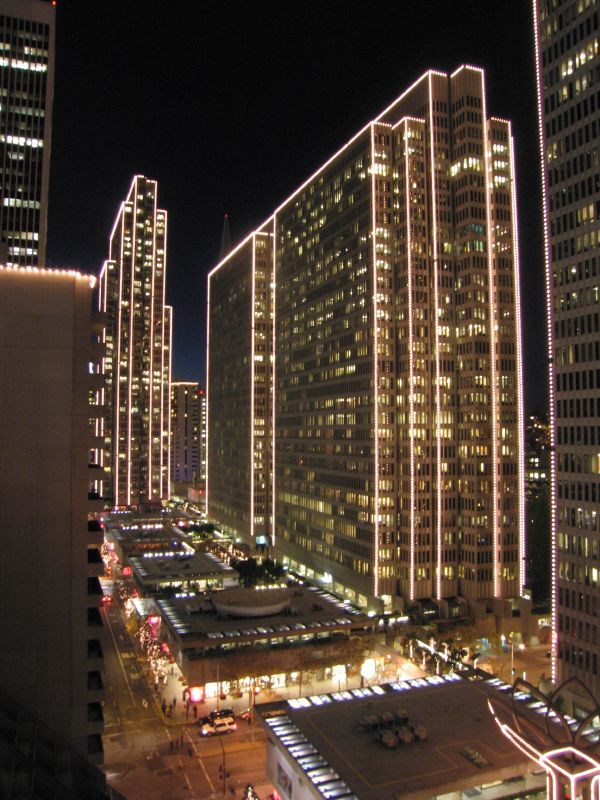
One Embarcadero à l'arrière plan

One Embarcadero Center est un gratte-ciel de 173 mètres de hauteur construit en 1971 à San Francisco en Californie. Il fait partie du complexe Embarcadero Center qui comprend 6 immeubles interconnectés. Il a été conçu par le cabinet d'architectes John Portman & Associates, et a été rénové en 1996.

## Caractéristiques
- Date de construction : 1971
- Hauteur : 173 m
- Nombre d'étages : 45 niveaux[2]
- Adresse : 355 Clay Street